# Schlacht am Coleshill (1150)
Die Schlacht am Coleshill war eine Schlacht zwischen den Truppen von Owain Gwynedd, dem walisischen König von Gwynedd, und den verbündeten Truppen Madog ap Maredudds, des walisischen Königs von Powys und des anglonormannischen Earls Ranulph de Gernon von Chester. 
Owain Gwynedd hatte während der Anarchy in England sein Reich nach Osten ausgedehnt. Er hatte um 1140 das zu Cheshire gehörende Rhuddlan Castle, 1146 Mold Castle und bis 1149 das Cantref Tegeingl in Nordostwales erobert. Als Owain Gwynedd auch das zu Powys gehörende Iâl besetzte, kam es zum Kampf mit den Truppen von Madog ap Maredudd. Bereits in der Schlacht von Lincoln hatte Madog ap Maredudd 1141 den Earl of Chester unterstützt. Angesichts der Bedrohung durch Gwynedd unterstützte nun der Earl of Chester den König von Powys mit einem Kontingent seiner Truppen. 
Am Coleshill westlich der heutigen Stadt Flint kam es 1150 zu einer Schlacht zwischen den beiden Parteien. In der Schlacht, von der keine weiteren Details überliefert sind, siegte Owain und behauptete damit Tegeingl und Iâl. Erst durch einen Feldzug von König Heinrich II. 1157 konnte Tegeingl für die Anglonormannen zurückerobert werden.  